# Metharpinia oripacifica
Metharpinia oripacifica är en kräftdjursart som beskrevs av J. L. Barnard 1980. Metharpinia oripacifica ingår i släktet Metharpinia och familjen Phoxocephalidae. Inga underarter finns listade i Catalogue of Life.